# La Canaille
Pour les articles homonymes, voir La Canaille (homonymie).
La Canaille est un chant révolutionnaire de 1865, précurseur de la Commune de Paris, d'abord appelé La Chanson des gueux. Les paroles sont d'Alexis Bouvier et la musique de Joseph Darcier. Éditeur Vieillot.

## Interprètes
- Rosa Bordas en 1871
- Alexis Bouvier aux Dîners du Bon-Bock vers 1890.
- Adolphe Maréchal en 1902
- Pierre Surgères, en 1930, album Chansons révolutionnaires et sociales, 2004
- Marc Ogeret - album Autour de la Commune,1968
- Francesca Solleville - album La Commune en chantant, 1971
- Rosalie Dubois, album Chants de révolte, 1978
- Les amis de ta femme - album Noir... et rouge aussi un peu, 2003
- Serge Utgé-Royo - album Contrechants... de ma mémoire, vol. 3, 2008
- Le texte fut réadapté et interprété sur l'album "T.I.A." There Is [An] Alternative du groupe BAZARSONIK (2008)
- La Canaille (rap français) en 2009 - album Une goutte de miel dans un litre de plomb.

## Divers
C'est également le nom du groupe La Canaille (rap français), découverte hip-hop du Printemps de Bourges 2007.
Le texte a été repris et réinterprété par le groupe BAZARSONIK de 2006 à 2010. Le titre a été enregistré sur leur disque T.I.A. (2008)